# Andrea Favilli
Andrea Favilli (Pisa, 17 maggio 1997) è un calciatore italiano, attaccante dell'Avellino.

## Caratteristiche tecniche
È una prima punta che unisce l'agilità alle doti fisiche. All'occorrenza può essere impiegato da seconda punta, meglio se da subentrante, o ancora da trequartista.
Si dimostra abile a giocare spalle alla porta per far rifiatare la squadra, o a svariare sul fronte offensivo per favorire le sortite in area dei compagni. È tuttavia sottorete che rende al meglio, pericoloso soprattutto con uno dei suoi migliori fondamentali, il colpo di testa, oltreché palla al piede grazie al suo sinistro. Calciatore di forte e a volte eccessiva personalità, tra le sue pecche c'è una certa propensione ai cartellini.

## Carriera

### Club

#### Gli esordi a Livorno, Juventus e Ascoli
Cresciuto nella Polisportiva Arci Zambra, dove entra all'età di 5 anni, nella stagione 2013-2014 approda nelle giovanili del Livorno in cui rimane per il successivo anno e mezzo.
Nel gennaio 2015 passa in prestito per 18 mesi alla Juventus, che lo inserisce nelle file della formazione Primavera dove metterà a referto 45 presenze e 22 gol. Aggregato più volte alla prima squadra di Massimiliano Allegri, il 7 febbraio 2016 esordisce in Serie A, all'età di 18 anni e 270 giorni, nella partita vinta per 2-0 sul campo del Frosinone, rilevando Álvaro Morata nei minuti di recupero: una presenza che a fine campionato, pur da rincalzo, gli permette di fregiarsi della vittoria dello Scudetto.
Al termine della stagione, la Juventus non trova l'accordo con il Livorno per il riscatto del giocatore, che fa quindi ritorno in Toscana. Il 31 agosto 2016 la società labronica lo cede in prestito all'Ascoli, in Serie B. Il 13 dicembre seguente segna il suo primo gol con la nuova maglia, nella partita vinta per 2-1 contro l'Entella; a fine campionato, nel quale totalizza 30 presenze e 8 gol, viene riscattato dalla squadra marchigiana per circa 3 milioni di euro. La stagione successiva, dopo un promettente avvio in campionato, il 18 novembre 2017 riporta la rottura del legamento crociato del ginocchio destro nella sconfitta sul campo del Parma, terminando in anticipo la sua stagione.

#### Genoa
Il 15 giugno 2018 torna alla Juventus, stavolta acquistato a titolo definitivo per 7,5 milioni di euro; nella stessa estate viene ceduto in prestito oneroso al Genoa. Esordisce con i rossoblù il successivo 2 settembre, subentrando a Lazović nella sconfitta di campionato sul campo del Sassuolo (3-5). Nel gennaio 2019 Genoa e Juventus modificano gli accordi sul cartellino del giocatore, lasciato in rossoblù in prestito con obbligo di riscatto. A causa di ripetuti problemi fisici colleziona appena 6 presenze in campionato, chiudendo anticipatamente ad aprile la stagione. Come da accordi, a fine campionato passa a titolo definitivo al club ligure per 8 milioni di euro.
Il 9 gennaio 2020 trova il suo primo gol con la maglia del grifone, aprendo le marcature nella partita di Coppa Italia contro il Torino (1-1) che vede poi l'eliminazione ligure ai tiri di rigore: rimane questa l'unica rete dell'attaccante nel suo biennio a Genova.

#### Verona, Monza e Ternana

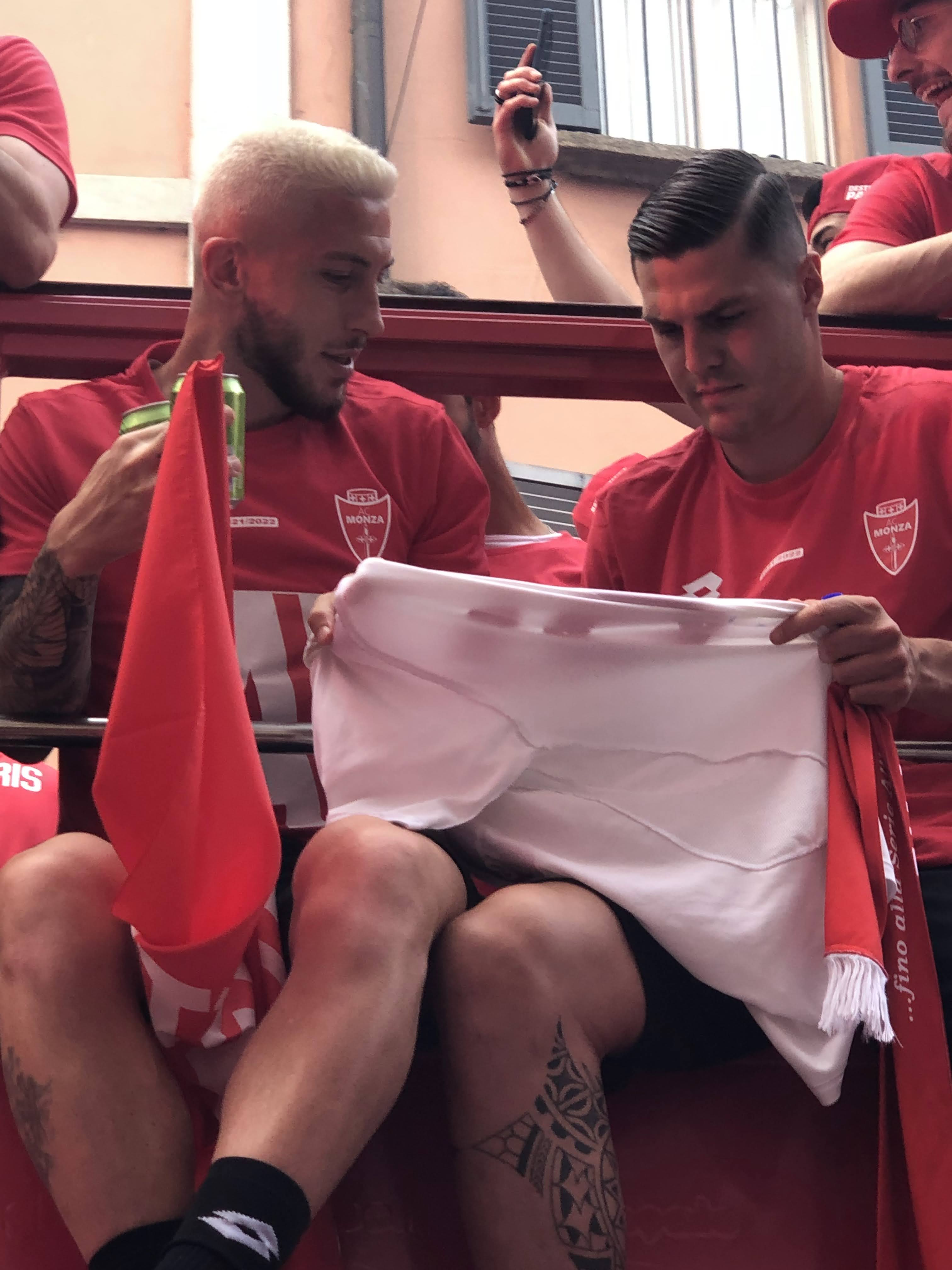
Favilli (a destra) al Monza nel 2022, con il compagno di squadra Luca Marrone durante i festeggiamenti per la promozione in Serie A.

Il 18 settembre 2020 viene ceduto in prestito con diritto di riscatto fissato a 8 milioni di euro al Verona. Nove giorni dopo, all'esordio con la nuova maglia, mette a segno la prima rete con gli scaligeri e contestualmente in Serie A, decisiva nella vittoria di misura contro l'Udinese (1-0). Successivamente va a segno anche in occasione del pareggio per 1-1 in casa della Juventus. Questa è stata la sua ultima rete in stagione visto che lui, a causa degli infortuni, ha trovato poco spazio.
Terminato il prestito fa ritorno al Genoa, con cui comincia la stagione 2021-2022 prima di venire ceduto in prestito (con riscatto a 4 milioni di euro) al Monza, in Serie B, il successivo 31 agosto. In Brianza non riesce a imporsi, ma partecipa comunque da comprimario al cammino biancorosso verso la promozione in Serie A, la prima nella storia del club.
Nell'immediato, tuttavia, non ha modo di tornare a calcare i campi della massima divisione poiché nell'estate seguente fa dapprima ritorno al Genoa, neoretrocesso in serie cadetta, che nella medesima sessione di mercato lo cede in prestito ai pari categoria della Ternana. Il 14 agosto 2022, nell'esordio con i rossoverdi, segna il gol della bandiera nella sconfitta esterna contro l'Ascoli (2-1). Conclude il suo primo campionato a Terni con 9 reti segnate. Nell'estate 2023 il prestito in Umbria, stavolta con obbligo di riscatto, viene rinnovato per un'altra stagione, tuttavia conclusasi stavolta con la retrocessione rossoverde in Serie C, dopo la sconfitta ai play-out contro il Bari.

#### Bari e Avellino
Dopo essere tornato al Genoa nell'estate 2024, il 30 agosto passa in prestito al Bari, ancora in serie cadetta. Il 22 settembre segna la sua prima rete all'esordio con i pugliesi, chiudendo il tabellino nel successo per 3-0 sul campo del Frosinone. Conclude la stagione al Bari con 22 presenze e 5 gol.
Dopo essersi svincolato dal Genoa, Il 3 luglio 2025 firma per l'Avellino, neopromosso in Serie B.

### Nazionale
Nel 2016 partecipa all'Europeo Under-19, dove l'Italia giunge in finale perdendo contro la Francia.
Il 23 marzo 2017 fa il suo esordio con la nazionale Under-21, nella partita amichevole giocata contro la Polonia, subentrando ad Alberto Cerri al 74'.
Nell'estate 2017 con l'Under-20 guidata da Alberico Evani partecipa al Mondiale Under-20 in Corea del Sud, dove l'Italia ottiene il terzo posto. Nella seconda partita della fase a gironi, contro il Sudafrica, mette a segno la sua prima rete in un torneo internazionale, fissando il 2-0 definitivo in favore degli azzurrini.
Il 4 settembre 2017 realizza il suo primo gol con l'Under-21, nella partita amichevole vinta per 4-1 contro la Slovenia.

## Statistiche

### Presenze e reti nei club
Statistiche aggiornate al 13 maggio 2025.
| Stagione        | Squadra         | Campionato      | Campionato | Campionato | Coppe nazionali | Coppe nazionali | Coppe nazionali | Coppe continentali | Coppe continentali | Coppe continentali | Altre coppe | Altre coppe | Altre coppe | Totale | Totale |
| Stagione        | Squadra         | Comp            | Pres       | Reti       | Comp            | Pres            | Reti            | Comp               | Pres               | Reti               | Comp        | Pres        | Reti        | Pres   | Reti   |
| --------------- | --------------- | --------------- | ---------- | ---------- | --------------- | --------------- | --------------- | ------------------ | ------------------ | ------------------ | ----------- | ----------- | ----------- | ------ | ------ |
| 2015-2016       | Juventus        | A               | 1          | 0          | CI              | 0               | 0               | UCL                | 0                  | 0                  | SI          | 0           | 0           | 1      | 0      |
| 2016-2017       | Ascoli          | B               | 30         | 8          | CI              | 0               | 0               | -                  | -                  | -                  | -           | -           | -           | 30     | 8      |
| 2017-2018       | Ascoli          | B               | 12         | 5          | CI              | 2               | 3               | -                  | -                  | -                  | -           | -           | -           | 14     | 8      |
| Totale Ascoli   | Totale Ascoli   | Totale Ascoli   | 42         | 13         |                 | 2               | 3               |                    | 0                  | 0                  |             | 0           | 0           | 44     | 16     |
| 2018-2019       | Genoa           | A               | 6          | 0          | CI              | 0               | 0               | -                  | -                  | -                  | -           | -           | -           | 6      | 0      |
| 2019-2020       | Genoa           | A               | 20         | 0          | CI              | 2               | 1               | -                  | -                  | -                  | -           | -           | -           | 22     | 1      |
| 2020-2021       | Verona          | A               | 11         | 2          | CI              | 0               | 0               | -                  | -                  | -                  | -           | -           | -           | 11     | 2      |
| lug.-ago. 2021  | Genoa           | A               | 1          | 0          | CI              | -               | -               | -                  | -                  | -                  | -           | -           | -           | 1      | 0      |
| Totale Genoa    | Totale Genoa    | Totale Genoa    | 27         | 0          |                 | 2               | 1               |                    | -                  | -                  |             | -           | -           | 29     | 1      |
| ago. 2021-2022  | Monza           | B               | 10         | 0          | CI              | -               | -               | -                  | -                  | -                  | -           | -           | -           | 10     | 0      |
| 2022-2023       | Ternana         | B               | 26         | 9          | CI              | 0               | 0               | -                  | -                  | -                  | -           | -           | -           | 26     | 9      |
| 2023-2024       | Ternana         | B               | 23         | 1          | CI              | 0               | 0               | -                  | -                  | -                  | -           | -           | -           | 23     | 1      |
| Totale Ternana  | Totale Ternana  | Totale Ternana  | 49         | 10         |                 | 0               | 0               |                    | -                  | -                  |             | -           | -           | 49     | 10     |
| 2024-2025       | Bari            | B               | 22         | 5          | CI              | -               | -               |                    | -                  | -                  |             | -           | -           | 22     | 5      |
| 2025-2026       | Avellino        | B               | 0          | 0          | CI              | -               | -               |                    | -                  | -                  |             | -           | -           | 0      | 0      |
| Totale carriera | Totale carriera | Totale carriera | 162        | 30         |                 | 4               | 4               |                    | -                  | -                  |             | -           | -           | 166    | 34     |

### Cronologia presenze e reti in nazionale
| Cronologia completa delle presenze e delle reti in nazionale ― Italia under 21 | Cronologia completa delle presenze e delle reti in nazionale ― Italia under 21 | Cronologia completa delle presenze e delle reti in nazionale ― Italia under 21 | Cronologia completa delle presenze e delle reti in nazionale ― Italia under 21 | Cronologia completa delle presenze e delle reti in nazionale ― Italia under 21 | Cronologia completa delle presenze e delle reti in nazionale ― Italia under 21 | Cronologia completa delle presenze e delle reti in nazionale ― Italia under 21 | Cronologia completa delle presenze e delle reti in nazionale ― Italia under 21 |
| Data                                                                           | Città                                                                          | In casa                                                                        | Risultato                                                                      | Ospiti                                                                         | Competizione                                                                   | Reti                                                                           | Note                                                                           |
| ------------------------------------------------------------------------------ | ------------------------------------------------------------------------------ | ------------------------------------------------------------------------------ | ------------------------------------------------------------------------------ | ------------------------------------------------------------------------------ | ------------------------------------------------------------------------------ | ------------------------------------------------------------------------------ | ------------------------------------------------------------------------------ |
| 23-3-2017                                                                      | Cracovia                                                                       | Polonia under 21                                                               | 1 – 2                                                                          | Italia under 21                                                                | Amichevole                                                                     | -                                                                              | 74’                                                                            |
| 27-3-2017                                                                      | Roma                                                                           | Italia under 21                                                                | 1 – 2                                                                          | Spagna under 21                                                                | Amichevole                                                                     | -                                                                              | 58’                                                                            |
| 1-9-2017                                                                       | Toledo                                                                         | Spagna under 21                                                                | 3 – 0                                                                          | Italia under 21                                                                | Amichevole                                                                     | -                                                                              | 46’ 52’                                                                        |
| 4-9-2017                                                                       | Cittadella                                                                     | Italia under 21                                                                | 4 – 1                                                                          | Slovenia under 21                                                              | Amichevole                                                                     | 1                                                                              | 70’                                                                            |
| 5-10-2017                                                                      | Budapest                                                                       | Ungheria under 21                                                              | 2 – 6                                                                          | Italia under 21                                                                | Amichevole                                                                     | -                                                                              | 61’                                                                            |
| 10-10-2017                                                                     | Ferrara                                                                        | Italia under 21                                                                | 4 – 0                                                                          | Marocco under 21                                                               | Amichevole                                                                     | -                                                                              | 82’                                                                            |
| 14-11-2017                                                                     | Frosinone                                                                      | Italia under 21                                                                | 3 – 2                                                                          | Russia under 21                                                                | Amichevole                                                                     | -                                                                              | 65’                                                                            |
| 11-10-2018                                                                     | Udine                                                                          | Italia under 21                                                                | 0 – 1                                                                          | Belgio under 21                                                                | Amichevole                                                                     | -                                                                              | 59’                                                                            |
| 15-10-2018                                                                     | Vicenza                                                                        | Italia under 21                                                                | 2 – 0                                                                          | Tunisia under 21                                                               | Amichevole                                                                     | -                                                                              | 69’                                                                            |
| Totale                                                                         |                                                                                | Presenze                                                                       | 9                                                                              |                                                                                | Reti                                                                           | 1                                                                              |                                                                                |

| Cronologia completa delle presenze e delle reti in nazionale ― Italia under 20 | Cronologia completa delle presenze e delle reti in nazionale ― Italia under 20 | Cronologia completa delle presenze e delle reti in nazionale ― Italia under 20 | Cronologia completa delle presenze e delle reti in nazionale ― Italia under 20 | Cronologia completa delle presenze e delle reti in nazionale ― Italia under 20 | Cronologia completa delle presenze e delle reti in nazionale ― Italia under 20 | Cronologia completa delle presenze e delle reti in nazionale ― Italia under 20 | Cronologia completa delle presenze e delle reti in nazionale ― Italia under 20 |
| Data                                                                           | Città                                                                          | In casa                                                                        | Risultato                                                                      | Ospiti                                                                         | Competizione                                                                   | Reti                                                                           | Note                                                                           |
| ------------------------------------------------------------------------------ | ------------------------------------------------------------------------------ | ------------------------------------------------------------------------------ | ------------------------------------------------------------------------------ | ------------------------------------------------------------------------------ | ------------------------------------------------------------------------------ | ------------------------------------------------------------------------------ | ------------------------------------------------------------------------------ |
| 6-10-2016                                                                      | Gorgonzola                                                                     | Italia under 20                                                                | 3 – 0                                                                          | Polonia under 20                                                               | Torneo Quattro Nazioni                                                         | -                                                                              | 64’                                                                            |
| 11-10-2016                                                                     | Seregno                                                                        | Italia under 20                                                                | 2 – 4                                                                          | Svizzera under 20                                                              | Torneo Quattro Nazioni                                                         | -                                                                              | 77’                                                                            |
| 15-11-2016                                                                     | Nyon                                                                           | Svizzera under 20                                                              | 0 – 1                                                                          | Italia under 20                                                                | Torneo Quattro Nazioni                                                         | -                                                                              | 21’ 75’                                                                        |
| 21-5-2017                                                                      | Suwon                                                                          | Italia under 20                                                                | 0 – 1                                                                          | Uruguay under 20                                                               | Mondiali Under-20 2017 - 1º turno                                              | -                                                                              |                                                                                |
| 24-5-2017                                                                      | Suwon                                                                          | Sudafrica under 20                                                             | 0 – 2                                                                          | Italia under 20                                                                | Mondiali Under-20 2017 - 1º turno                                              | 1                                                                              |                                                                                |
| 27-5-2017                                                                      | Cheonan                                                                        | Giappone under 20                                                              | 2 – 2                                                                          | Italia under 20                                                                | Mondiali Under-20 2017 - 1º turno                                              | -                                                                              |                                                                                |
| 1-6-2017                                                                       | Cheonan                                                                        | Francia under 20                                                               | 1 – 2                                                                          | Italia under 20                                                                | Mondiali Under-20 2017 - Ottavi di finale                                      | -                                                                              |                                                                                |
| 5-6-2017                                                                       | Suwon                                                                          | Italia under 20                                                                | 3 – 2 dts                                                                      | Zambia under 20                                                                | Mondiali Under-20 2017 - Quarti di finale                                      | -                                                                              | 48’                                                                            |
| 8-6-2017                                                                       | Jeonju                                                                         | Italia under 20                                                                | 1 – 3                                                                          | Inghilterra under 20                                                           | Mondiali Under-20 2017 - Semifinale                                            | -                                                                              | 37’                                                                            |
| 11-6-2017                                                                      | Suwon                                                                          | Uruguay under 20                                                               | 0 – 0 dts (1 – 4 dtr)                                                          | Italia under 20                                                                | Mondiali Under-20 2017 - Finale 3º posto                                       | -                                                                              | 79’                                                                            |
| Totale                                                                         |                                                                                | Presenze                                                                       | 10                                                                             |                                                                                | Reti                                                                           | 1                                                                              |                                                                                |

## Palmarès

### Club
- Campionato italiano: 1

Juventus: 2015-2016
- Coppa Italia: 1

Juventus: 2015-2016
- Supercoppa italiana: 1

Juventus: 2015